# Haus von La Boétie

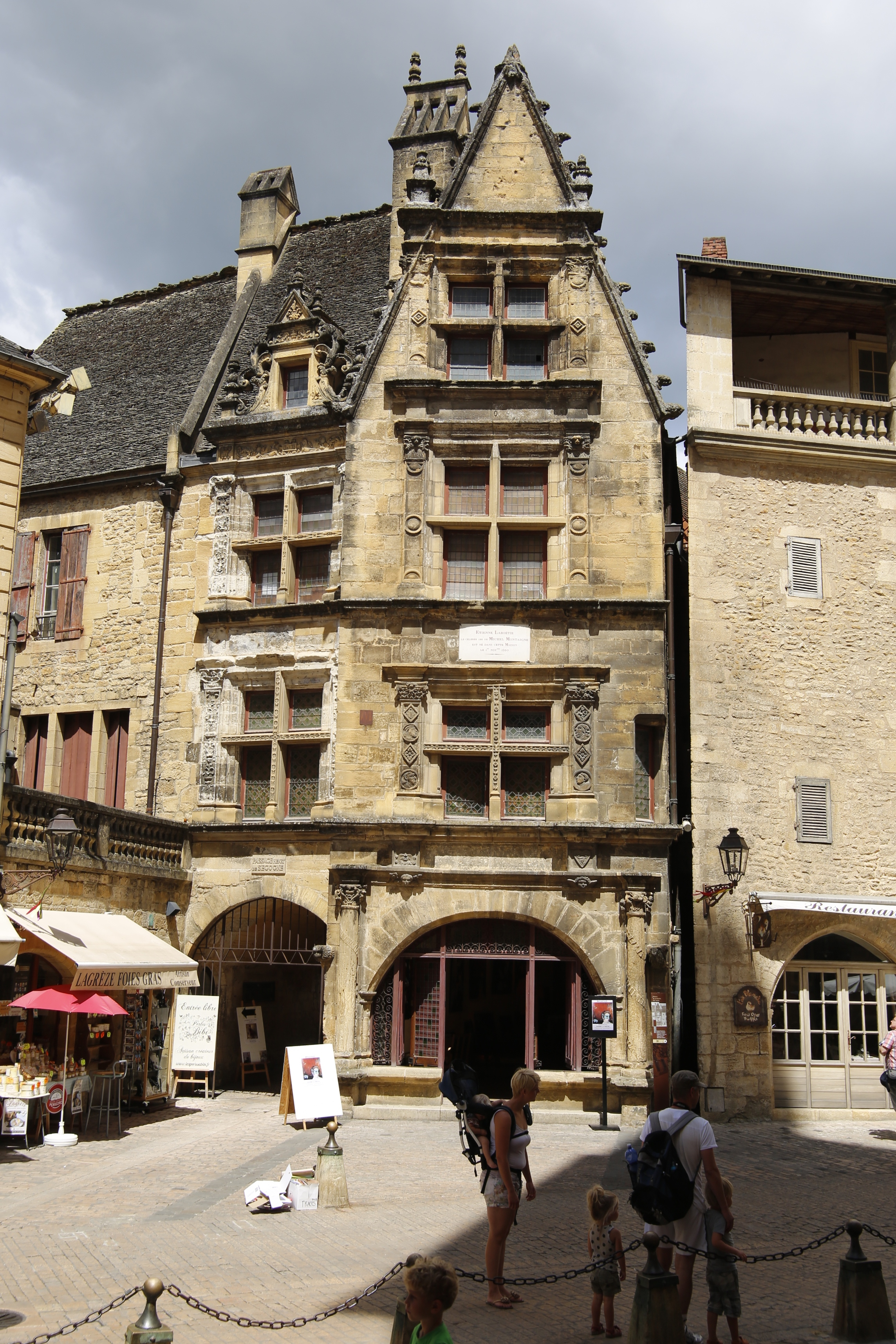
Maison de La Boétie

Das Haus von La Boétie befindet sich in Sarlat-la-Canéda, im Département Dordogne in der Region Nouvelle-Aquitaine in Frankreich.
Das Haus wurde 1889 als Monument historique unter der Nummer 1889: classé MH; 1970/12/07: inscrit MH klassifiziert.

## Geschichte
Das Haus von La Boétie wurde zwischen 1520 und 1525 von Antoine de La Boétie oder La Boytie, dem Polizei-Leutnant der Sarlat Sénéchaussée, erbaut. Étienne de La Boétie, Michel de Montaignes Freund, wurde dort am 1. November 1530 geboren. Das Haus wurde 1910 nach seiner Klassifizierung im Jahr 1889 restauriert.